# Sunius baculatus
Sunius baculatus – gatunek chrząszcza z rodziny kusakowatych i podrodziny żarlinków (Paederinae).
Gatunek ten opisany został w 2011 roku przez Volkera Assinga.
Chrząszcz o ciele długości od 3,9 do 4,7 mm. Głowa czarniawobrązowa do czarniawej, lekko poprzeczna, grubo punktowana w części przedniej, a bardzo delikatnie i mniej gęsto w części tylnej. Oczy duże, znacznie dłuższe niż część głowy za nimi. Czułki rude. Przedplecze i pokrywy rudobrązowe do ciemnobrązowych. Punktowanie pokryw gęste i płytkie, a ich długość wynosi 0,55 długości przedplecza. Tylne skrzydła całkiem zredukowane. Odwłok wyraźnie szerszy od pokryw. Samiec ma ósmy sternit z małym, V-kształtnym wycięciem na tylnym brzegu oraz edeagus z parą długich, masywnych hakowato zakończonych, zesklerotyzowanych struktur wewnętrznych. 
Owad znany wyłącznie z lasów liściastych nepalskiego dystryktu Panchthar, z wysokości 2300 m n.p.m..